# Rhodomyrtus salomonensis
Rhodomyrtus salomonensis är en myrtenväxtart som först beskrevs av Cyril Tenison White, och fick sitt nu gällande namn av Andrew John Scott. Rhodomyrtus salomonensis ingår i släktet Rhodomyrtus och familjen myrtenväxter. Inga underarter finns listade i Catalogue of Life.